# Веннякоски, Лотта
Лотта Аннукка Веннякоски (фин. Lotta Annukka Wennäkoski; род. 8 февраля 1970, Хельсинки) — финский композитор.

## Биография
С 1989 по 1990 Лотта проходила обучение по классу скрипки в консерватории им. Белы Бартока в Будапеште, Венгрии.
В 2000 году окончила композиторский факультет в Академии имени Сибелиуса, где с 1994 по 2000 год обучалась под руководством Ээро Хямеэнниеми, Кайи Саариахо и Пааво Хейнинена.
с 1998 по 1999 обучалась в Гаагской Королевской консерватории под руководством Луи Андриссене .

## Композиторская деятельность
Лотта начала свою карьеру композитора, сочиняя музыку для радиоспектаклей и короткометражных фильмов.
Концертный дебют состоялся в 1999 году на фестивале Musica Nova в Хельсинки.
Наиболее известны: оркестровое произведение «Sakara» (Сахара), 2003, написанное по заказу Эса-Пекки Салонена, который дирижировал на премьере в Хельсинкской Филармонии, и музыкальный перфоманс «N!» (Любовь и жизнь женщины), премьера которого состоялась в том же 2003 году на Хельсинкском Фестивале. Это произведение было номинировано в следующем году на Nordic Council Music Prize; Концерт для флейты Soie (2009), одно из рекомендованных произведений на Международной трибуне композиторов ЮНЕСКО в 2012 году, Verdigris для камерного оркестра (2015) по заказу Шотландского камерного оркестра и Flounce для оркестра по заказу BBC и исполненный на Last Night of Proms в 2017 году .
Лотту называли «поэтессой музыки», определяя её композиторский почерк как «лирический модернизм».
Первоначально она создавала музыку для радиопостановок и короткометражных фильмов, впоследствии вокальные произведения для оркестра и хора. Ее больше вдохновляет работа над оперными произведениями, чем симфоническими.

Она описывала себя как: 
«часто перемещающуюся в области между захватывающими тембральными качествами и более традиционными жестами, такими как мелодические фрагменты».
Веннякоски выступала в качестве художественного руководителя фестиваля Tampere Biennale в 2008 и 2010 годах, в качестве композитора Tapiola Sinfonietta в сезоне 2010—2011 годов и разработала программу Avanti! Фестиваль "Летние звуки " в 2017 году.

## Записи
- Nosztalgiaim, Sade avaa (" Дождь открывается "), Culla d’aria, Любовь и жизнь женщины — Avanti! Камерный оркестр ; Туомас Ханникайнен, дирижер; Эйя Ряйсянен, сопрано; Таня Кауппинен-Савийоки, сопрано; Рикка Рантанен, меццо-сопрано (Alba Records)
- Soie, Hava, Amor Omnia Suite — Керстен МакКолл, флейта; Симфонический оркестр Финского радио ; Дима Слободенюк, дирижер (Ундина)
- Balai — Петри Кумела, гитара (Alba Records)